# Venaus
Venaus is een gemeente in de Italiaanse provincie Turijn (regio Piëmont) en telt 968 inwoners (31-12-2004). De oppervlakte bedraagt 19,8 km², de bevolkingsdichtheid is 49 inwoners per km².
De volgende frazioni maken deel uit van de gemeente: Bar Cenisio, Molaretto.

## Demografie
Venaus telt ongeveer 408 huishoudens. Het aantal inwoners daalde in de periode 1991-2001 met 0,8% volgens cijfers uit de tienjaarlijkse volkstellingen van ISTAT.
| Jaar | Inwoneraantal |
| ---- | ------------- |
| 1991 | 984           |
| 2001 | 976           |

## Geografie
De gemeente ligt op ongeveer 604 m boven zeeniveau.
Venaus grenst aan de volgende gemeenten: Bramans (FR-73), Giaglione, Lanslebourg-Mont-Cenis (FR-73), Mompantero, Moncenisio, Novalesa.
1. ↑  https://demo.istat.it/?l=it.